# Таміка рудохвоста
Та́міка рудохвоста (Cisticola rufilatus) — вид горобцеподібних птахів родини тамікових (Cisticolidae). Мешкає в Центральній і Південній Африці.

## Підвиди
Виділяють три підвиди:
- C. r. ansorgei Neumann, 1906 — від Габону до Анголи і Малаві;
- C. r. vicinior Clancey, 1973 — центральне Зімбабве;
- C. r. rufilatus (Hartlaub, 1870) — від Анголи і Намібії до західного Зімбабве і північних регіонів ПАР.

## Поширення і екологія
Рудохвості таміки поширені в Габоні, Республіці Конго, Демократичній Республіці Конго, Малаві, Замбії, Зімбабве, Намібії, Ботсвані, Анголі і Південно-Африканській Республіці. Вони живуть в сухих саванах.